# 11124 Mikulášek
11124 Mikulášek là một tiểu hành tinh vành đai chính với chu kỳ quỹ đạo là 1255.4757488 ngày (3.44 năm).
Nó được phát hiện ngày 14 tháng 10 năm 1996.